# Cantone di Barre-des-Cévennes
Il Cantone di Barre-des-Cévennes era una divisione amministrativa dell'arrondissement di Florac.
È stato soppresso a seguito della riforma complessiva dei cantoni del 2014, che è entrata in vigore con le elezioni dipartimentali del 2015.
Comprendeva i comuni di:
- Barre-des-Cévennes
- Bassurels
- Cassagnas
- Gabriac
- Molezon
- Le Pompidou
- Sainte-Croix-Vallée-Française
- Saint-Julien-d'Arpaon